# Randers
Randers ( PRONÚNCIA) é a sexta maior cidade da Dinamarca, situada no centro da península da Jutlândia, perto da costa leste.
É uma cidade marítima, comercial e industrial, historicamente conhecida desde o século IX.

| Etimologia de Randers O nome geográfico Randers deriva das palavras rand (”borda”) e *rusæ (dinamarquês antigo, significando possivelmente ”monte de pedras”). A cidade está mencionada em 1080-1086 como Randeros e Randros. |

Está localizada em redor do rio Gudenå, perto da sua foz no fiorde de Randers.
Tem cerca de 62 802 habitantes (2022). É o centro administrativo da comuna de Randers, pertencente à região da Jutlândia Central.

## Comunicações
Randers é atravessada pela estrada europeia E45 (Frederikshavn-Aalborg-Randers-Aarhus-Horsens-Vejle-Kolding-Hamburgo).

A cidade está ligada por via férrea a Aalborg, no norte, e a Aarhus e Hamburgo, no sul.
Está servida pelo aeroporto de Randers (Randers Flyveplads), a 5 km a norte da cidade.

## Economia
É tradicionalmente um porto pesqueiro e comercial, com indústrias de construção de máquinas, curtumes e alimentares (carne e cerveja).

Hoje em dia, dispõe de uma importante produção de comboios (br: trens) pela Bombardier Transportation Denmark e de turbinas eólicas pela NEG Micon.

## Património turístico
Esta antiga cidade tem várias atrações turísticas de destaque:

- Igreja de São Morten (Sankt Mortens Kirke; igreja de tijolo, construída por volta de 1490-1520 para substituir uma igreja mais antiga no local)
- Casa do Espírito Santo (Helligåndshuset; edifício medieval, erigido em cerca de 1450, para acolher velhos, doentes e pobres)
- Floresta Tropical de Randers (Randers Regnskov; jardim zoológico tropical, com animais e plantas da América do Sul, Ásia e África.

## Clubes
- Randers FC (clube de futebol sediado em Randers e participante na Superliga Dinamarquesa, o 1º escalão de futebol do país). [10]

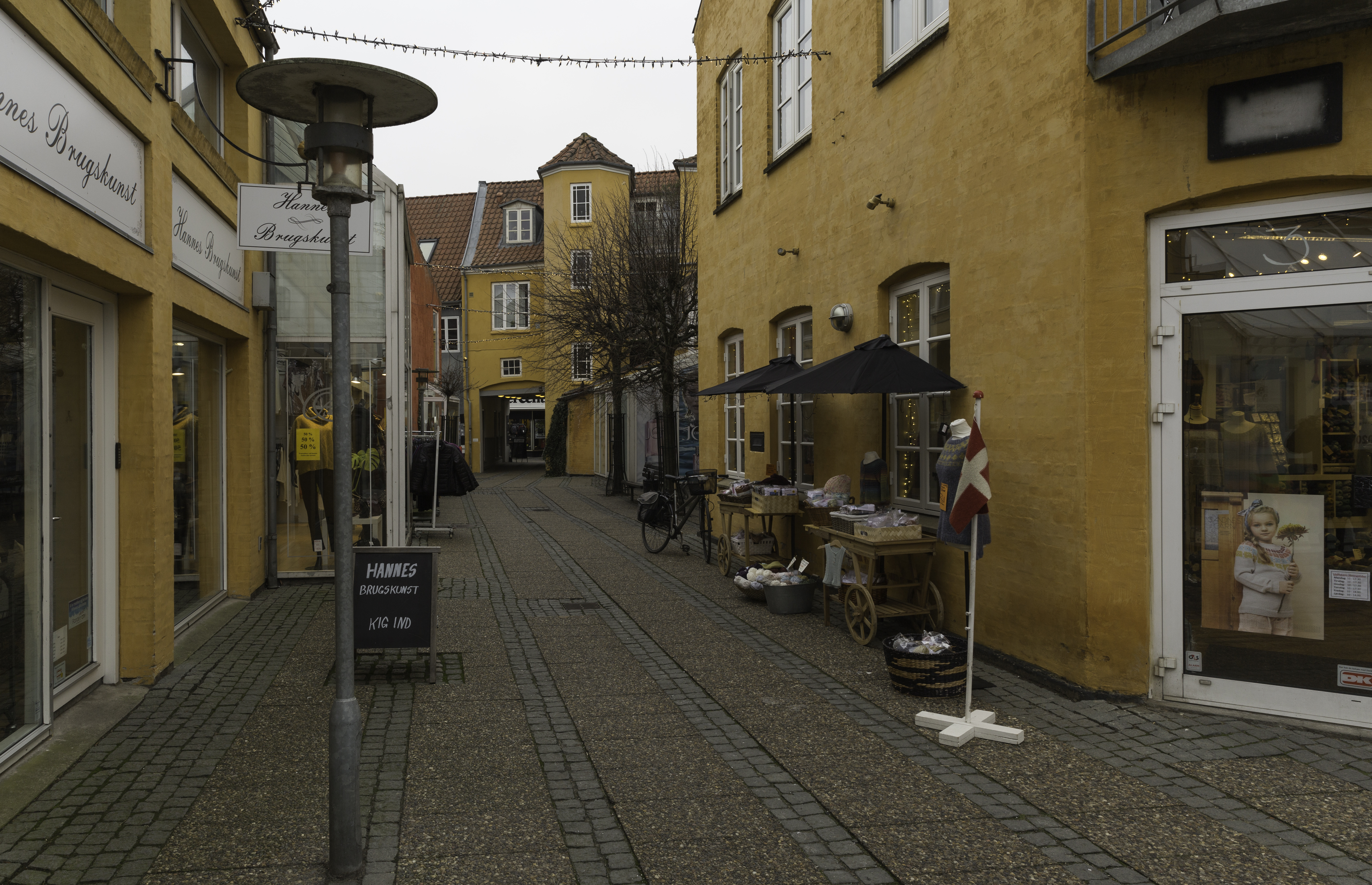
Rua pedonal em Randers
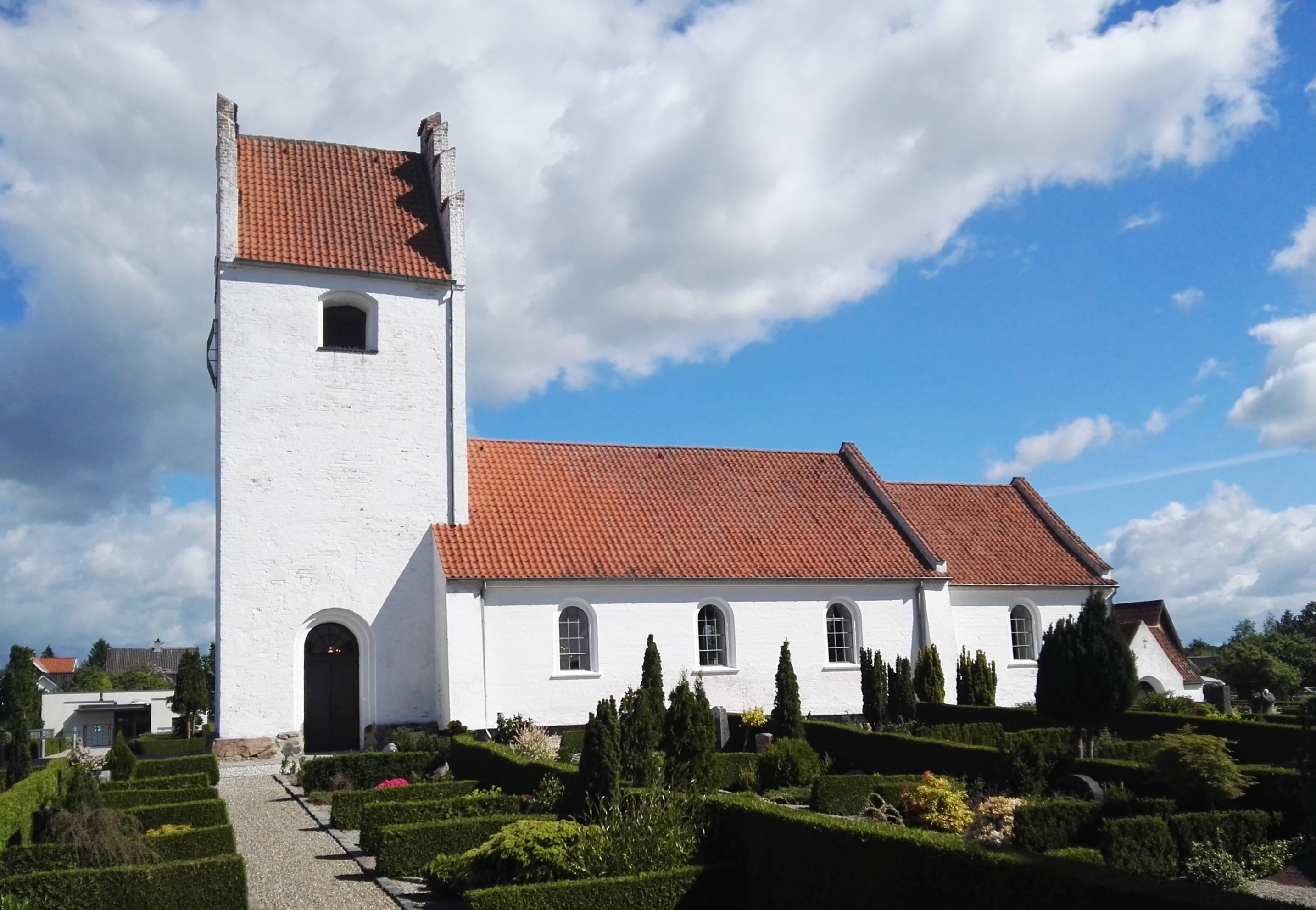
Igreja de Hornbæk (Hornbæk Kirke)
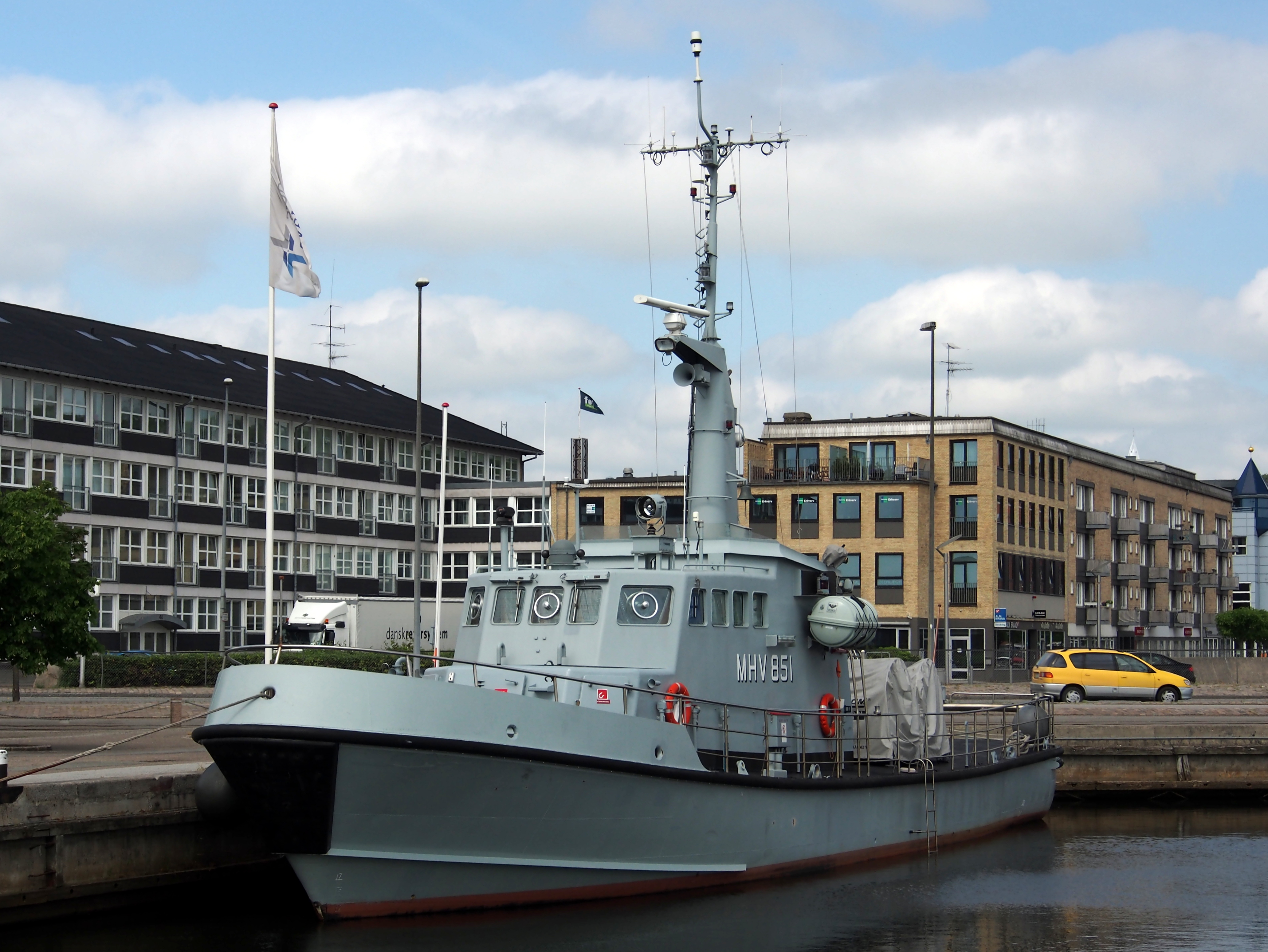
Porto de Randers
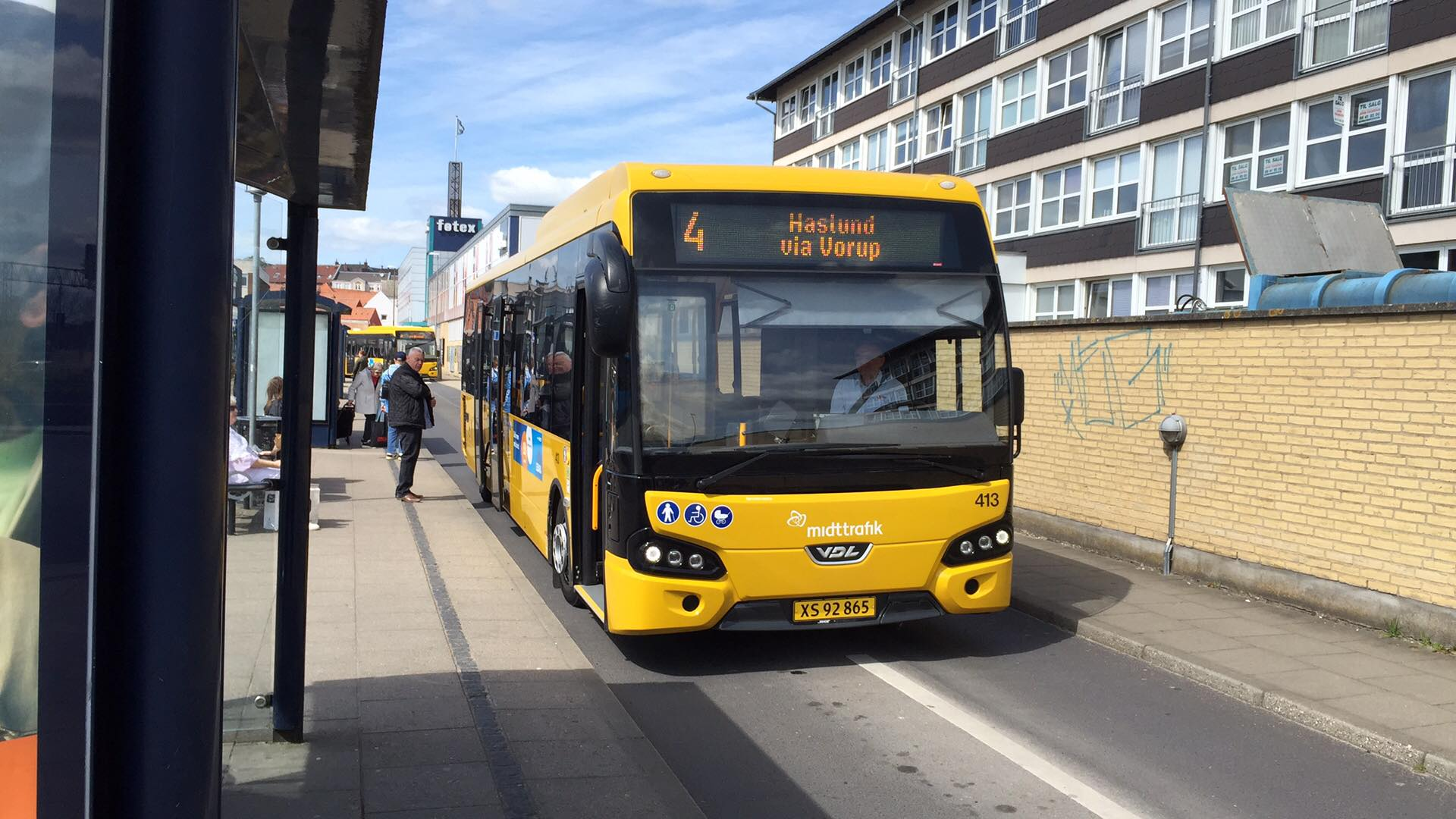
Transportes públicos em Randers